# Limnichus pumilio
Limnichus pumilio is een keversoort uit de familie dwergpilkevers (Limnichidae). De wetenschappelijke naam van de soort werd in 1916 gepubliceerd door Jan Obenberger.